# يوجينيو كاباليرو
يوجينيو كاباليرو (بالإسبانية: Eugenio Caballero)‏ (و. 1970  م) هو سينوغراف مكسيكي، ولد في مدينة مكسيكو.

## التعليم
تعلم في جامعة فلورنسا.

## جوائز وترشيحات
حصل على جوائز منها:
- جائزة الأوسكار لأفضل تصميم إنتاج، عن عمل: متاهة بان.

ترشح لـ:
- جائزة الأوسكار لأفضل تصميم إنتاج، عن عمل: متاهة بان.

## وصلات خارجية
- يوجينيو كاباليرو على موقع IMDb (الإنجليزية)
- يوجينيو كاباليرو على موقع قاعدة بيانات الفيلم (الإنجليزية)

- يوجينيو كاباليرو في قاعدة بيانات الأفلام على الإنترنت